# Primera ARUSA 2022
El Torneo Primera ARUSA de 2022 fue la cuarta edición del torneo de rugby de segunda división de Chile.

## Sistema de disputa
Cada equipo disputó sus encuentros frente a cada uno de los rivales en condición de local y de visitante, totalizando 18 partidos cada uno.
El equipo que finalice en la primera posición transcurridas las 18 fechas conseguirá el ascenso directo al Top 10 2023, mientras que el subcampeón igual obtendrá dicho ascenso. El equipo que finalice en el tercer puesto deberá jugar un repechaje por un cupo en el Top 10 2023 con el equipo que finalice en última posición en el Top 8 2022.
El campeonato se definió en una final entre los dos mejores clasificados de la fase regular.
Los últimos dos clasificados jugarán un repechaje con el campeón y subcampeón del torneo de Primera A ARUSA 2022, para definir a los equipos que permanecerán en la segunda o tercera división del rugby chileno
Puntuación
Para ordenar a los equipos en la tabla de posiciones se los puntuará según los resultados obtenidos.
- 4 puntos por victoria.
- 2 puntos por empate.
- 0 puntos por derrota.
- 1 punto bonus por ganar haciendo 3 o más tries que el rival.
- 1 punto bonus por perder por siete o menos puntos de diferencia.

## Clasificación
| Pos. | Equipo                | Encuentros | Encuentros | Encuentros | Encuentros | Tantos | Tantos | Tantos | PB | PB | Puntos |
| Pos. | Equipo                | PJ         | PG         | PE         | PP         | F      | C      | Dif    | BO | BD | Puntos |
| ---- | --------------------- | ---------- | ---------- | ---------- | ---------- | ------ | ------ | ------ | -- | -- | ------ |
| 1.º  | Old Reds              | 18         | 17         | 0          | 1          | 646    | 229    | +417   | 13 | 0  | 81     |
| 2.º  | Club Deportivo Alumni | 18         | 15         | 0          | 3          | 592    | 170    | +422   | 12 | 2  | 74     |
| 3.º  | DOBS                  | 18         | 12         | 0          | 6          | 562    | 337    | +225   | 12 | 1  | 61     |
| 4.º  | Los Troncos           | 18         | 11         | 0          | 7          | 472    | 417    | +55    | 10 | 1  | 55     |
| 5.º  | Old Georgians         | 18         | 8          | 0          | 10         | 452    | 397    | +55    | 8  | 3  | 43     |
| 6.º  | Lagartos              | 18         | 7          | 0          | 11         | 392    | 475    | -83    | 7  | 5  | 40     |
| 7.º  | Old Gabs              | 18         | 7          | 0          | 11         | 336    | 579    | -243   | 6  | 1  | 35     |
| 8.º  | Rucamanque Rugby Club | 18         | 6          | 0          | 12         | 352    | 445    | -93    | 7  | 2  | 33     |
| 9.º  | Old Newlanders        | 18         | 4          | 0          | 14         | 265    | 772    | -507   | 3  | 1  | 20     |
| 10.º | Old Locks             | 18         | 3          | 0          | 15         | 276    | 524    | -248   | 2  | 2  | 16     |

|  | Finalista, asciende al Primera Nacional TOP 10 2023.                             |
|  | Finalista, asciende al Primera Nacional TOP 10 2023.                             |
|  | Tercer lugar, juega repechaje para el Primera Nacional TOP 10 2023.              |
|  | Noveno y décimo lugar, juegan repechaje con primero y segundo de Primera A 2022. |

## Final
| 5 de noviembre | Old Reds | 34 - 33 | Club Deportivo Alumni |  |  |

| Bandera de Chile |
| Campeón Old Reds |